# Penarth
Penarth est une ville du pays de Galles. C'est une station balnéaire de 25 000 habitants située à l'extrémité sud de la baie de Cardiff. Penarth est la deuxième plus grande ville du Vale of Glamorgan.
Elle est reliée depuis 1999 à Cardiff par le barrage de la baie de Cardiff.

## Jumelages
- Saint-Pol-de-Léon (France) depuis 1967 (dissout en 2011)

## Personnalités
- Eric Linklater (1899-1974), écrivain